# Abacena lagore
Abacena lagore är en fjärilsart som beskrevs av Druce 1890. Abacena lagore ingår i släktet Abacena och familjen nattflyn. Inga underarter finns listade i Catalogue of Life.